# Zdeněk Burian

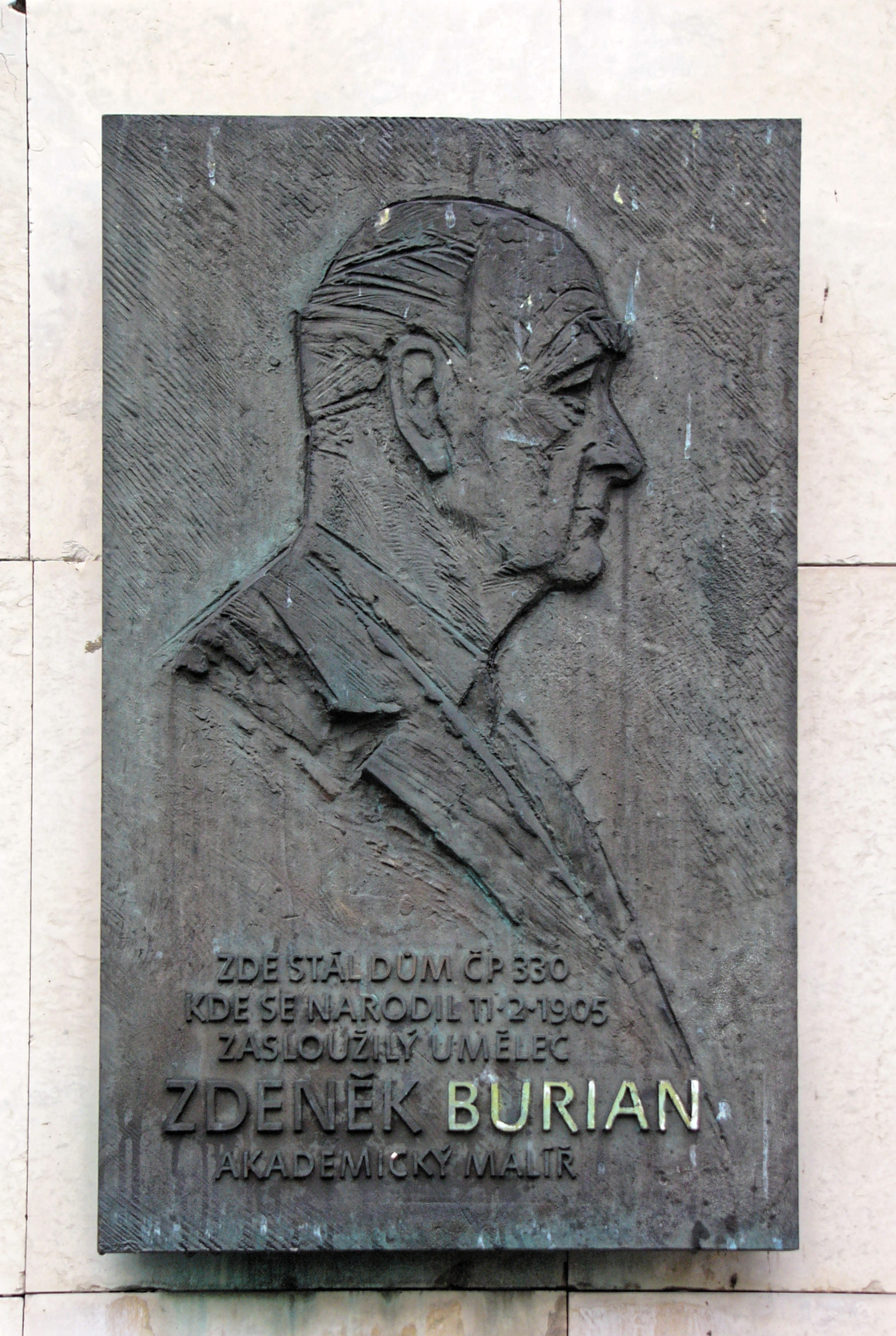
Zdeněk Burian

Zdeněk Michael František Burian (* 11. Februar 1905 in Kopřivnice, Mähren; † 1. Juli 1981 in Prag) war ein tschechischer Zeichner und Grafiker und wurde vor allem durch seine Illustrationen von Büchern über prähistorische Tiere und Menschen international bekannt.

## Leben
Burian wurde als zweites Kind von Eduard und Hermína Burian geboren. Mit vierzehn Jahren, im Juni 1919, trat er in die Akademie der Bildenden Künste, Prag ein. Bereits während des ersten Studienjahres wechselte er in den zweiten Jahrgang. Jedoch beendete er die Ausbildung in Prag nicht, vermutlich deprimiert vom Großstadtleben und dem Umfeld seiner älteren Mitschüler, sondern verließ Prag. Es folgten gelegentliche Arbeiten auf Baustellen, als Kofferträger, bei Schaufenster-Arrangements, sowie als Waldarbeiter. Hierbei fand er Unterschlupf in den Pfadfindersiedlungen in der Umgebung der Flüsse Sázava, Berounka und Kazín.
Sein ausgeprägtes zeichnerisches Talent entwickelte er autodidaktisch weiter. Insbesondere seine Aufenthalte in der Natur prägten sein späteres Schaffen hinsichtlich Bildgestaltung und realistischer Darstellung. Burian eignete sich verschiedene Techniken an und nahm 1921 eine Stelle bei dem Verleger A. Sveceny an. Im selben Jahr erschien sein erstes illustriertes Werk „Dobrodružství Davida Balfoura“ (Die Abenteuer des David Balfour) von Robert Louis Stevenson. Ab 1922 folgten weitere Werke, und in den nachfolgenden Jahren arbeitete er erfolgreich mit den Verlagen J. R. Vilimek, J. Touzimský und J. Moravec auf dem Gebiet der Abenteuer-, fantastisch-wissenschaftlichen- und populär-wissenschaftlichen Literatur zusammen. Zunutze kamen ihm dabei seine präzisen Naturkenntnisse aus der Zeit seiner eigenen Aufenthalte in der freien Natur Anfang der 1920er Jahre sowie seine Fähigkeit, schnell zu malen. Angeblich war er in der Lage, ein übliches Bild in weniger als einer Stunde fertigzustellen. Dies machte ihn bei den Verlegern sehr begehrt.
Von 1924 bis 1925 leistete Zdeněk Burian seinen Militärdienst in der tschechoslowakischen Armee am Dienstort Valašské Meziříčí. Hierbei war er auch als Divisionsmaler tätig. 1927 heiratete er Františka Loudová. Aus der Ehe ging Tochter Eva hervor.
Etwa von 1930 an illustrierte er für den tschechischen Buchmarkt hauptberuflich Bücher nicht nur tschechischer, sondern auch ausländischer Autoren wie Karl May, Jules Verne, Rudyard Kipling, Alexander Dumas, J. F. Cooper oder Jack London.
1935 lernte er den tschechischen Paläontologen Josef Augusta kennen. Dieser gewann ihn für die Illustration von populärwissenschaftlichen Büchern über prähistorische Menschen und ausgestorbene Tiere und Pflanzen. Die ersten sechs paläontologischen Rekonstruktionen entstanden noch im selben Jahr, neben seiner hauptberuflichen Arbeit der Buch- und Buchcoverillustration. Dies war der Beginn einer fruchtbaren Zusammenarbeit für beide, Burian und Augusta, welche erst 1968 mit dem Tod von Augusta endete. Burian setzte im Anschluss daran die Arbeit an bildlichen Rekonstruktionen des urzeitlichen Lebens mit anderen fachlich fundierten Autoren (Špinar, Wolf, Mazák, Beneš) bis zu seinem Lebensende fort.
Durch die zunehmenden Erfolge mit seinen urzeitlichen Interpretationen erlangte Burian seit den 1950er Jahren auch große Bekanntheit im Ausland. Es folgten zahlreiche Ausstellungen im In- als auch verschiedentlich im Ausland, vorwiegend zu seinen paläontologisch-paläoanthropologischen Arbeiten. Weiterhin wurden auch westliche Verleger auf ihn aufmerksam, sodass er einige Aufträge aus Deutschland, Amerika oder auch der Schweiz übernehmen konnte, in Zeiten des Kalten Krieges mit der Tschechoslowakei als festem Teil des Ostblockes keine Selbstverständlichkeit. In dem von Jan Jelínek 1962 eingerichteten Anthropos Pavilion in Brno, der archäologische Funde auf neuartige Weise präsentierte und in der Museumsgestaltung international einflussreich war, malte Burian die archäologischen Rekonstruktionen.
1978 starb seine Frau Frantiska. Burian verbrachte die letzten Jahre seines Lebens vorwiegend in der mährischen Kleinstadt Štramberk, wo er auch sein Atelier hatte. Er starb im Alter von 76 Jahren am 1. Juli 1981 nach Operationskomplikationen im Prager Krankenhaus. Am 10. Juli 1981 wurde Zdeněk Burian im Krematorium Praha-Strašnice verabschiedet.
Aufgrund seiner großen Popularität und Qualität seiner Arbeit richtete ihm der Zoo Dvůr Králové 1983 die ständige Ausstellung Vývoj človeka na zemi ein, wo sein letzter, unvollendeter Bilderzyklus gezeigt wird. 1989 wurde eine Gedenktafel an Zdeněk Burian in Koprivnice enzhüllt. Am 8. August 1991 erfolgte postum die Verleihung der Ehrenbürgerschaft durch die Stadt Koprivnice. Schließlich erfolgte am 28. Mai 1992 die Eröffnung des Zdeněk Burian Museums in Štramberk, in dem in wechselnden Ausstellungen seine Bilder, aber auch Bilder anderer tschechischer Künstler ausgestellt werden.

## Dedikationsnamen
Der 1984 entdeckte Asteroid (7867) Burian trägt seit dem 23. Mai 2000 seinen Namen.
2017 wurden ihm zu Ehren die fossilen Überreste eines kleinen Ornithopoden aus dem Cenomanium des Böhmischen Kreidebeckens als Burianosaurus beschrieben.

## Werk und Stil
Zdeněk Burian arbeitete praktisch bis zu seinem Tod 1981 und hinterließ eine geradezu monumentale Anzahl an Bildern. Es gibt abweichende Angaben zum Gesamtumfang von Burians Schaffenswerk, je nach Buch oder Katalog umfasst es 14.000 bis 20.000 Arbeiten. In einem aktuellen Ausstellungskatalog für den Zoo Dvůr Králové wird seine Arbeit von Burians Biograph V. Prokop wie folgt zusammengefasst: „… neben Illustrationen und Umschlägen zu 456 Buchtiteln schuf Burian über 200 selbstständige Buchumschläge, und illustrierte an die 550 in Zeitschriften abgedruckte Erzählungen. Die Illustrationen und Buchumschläge erreichten somit die imposante Gesamtzahl von 14000! Imposant sind auch die fast 1100 Ölgemälde und über 250 selbständige Tempera-Malereien, Guaschen, Pastelle und weitere Techniken. Die palaeontologische und palaeoanthropologische Thematik ist mit 386 Ölgemälden, 128 Tempera-Malereien, Guaschen und Pastellen sowie mit mehr als 350 Feder- und Bleistift-Zeichnungen vertreten…“
1978 startete er für den Zoo Dvůr Králové einen 34 Bilder umfassenden Zyklus zur Geschichte des Lebens auf der Erde (vergleichbar seinem Werk von 1956 unter der fachlichen Aufsicht von Augusta). Durch seinen plötzlichen Tod 1981 blieb dieser Zyklus mit bis dahin 22 fertiggestellten Werken unvollendet. Der Zoo Dvůr Králové hat die 22 Bilder aus Burians letzter Schaffensphase als Dauerausstellung eingerichtet, ergänzt um 58 bereits früher geschaffene Gemälde.
Einige der bekanntesten und stilprägendsten Werke wie Tiere der Urzeit (1956), Menschen der Vorzeit (1960) oder auch Saurier der Urmeere (1964), welche die globale Popularität und Beliebtheit dieser Bilder erst ermöglichten, erschienen zuerst in deutscher Sprache. Die Bücher wurden in viele Sprachen (deutsch, englisch, französisch, russisch, italienisch, holländisch, schwedisch, spanisch, portugiesisch, chinesisch, japanisch) übersetzt und brachten Augusta, später Špinar, aber vor allem Zdeněk Burian international großes Ansehen. Zwei Bücher mit je einer Zusammenstellung der Bilder der Urtiere einerseits (Tiere der Urzeit, 1972, Zdeněk V. Špinar) und der prähistorischen Menschen andererseits (Menschen der Urzeit, 1977, Josef Wolf) liefern eine gute Übersicht über das Werk von Burian, indem sie sein Werk von den 1950ern bis Ende der 1970er Jahre zusammenfassend repräsentieren. Beide Bücher wurden bis in die 1990er Jahre wiederholt international aufgelegt und sind auch ein Grund für den nach wie vor hohen Bekanntheitsgrad der Burian-Motive.
Sämtliche Abbildungen in den genannten paläontologischen Publikationen basieren durchweg auf Forschungsarbeiten und stellen den damaligen Stand der Kenntnisse über die Menschen und Tiere der Urzeit dar. Da diese Bücher zu den ersten gehören, welche die gesamte Entwicklung des Lebens auf unserem Planeten vom Präkambrium bis in die Jungsteinzeit dokumentierten und die Bilder auch in anderen Publikationen verwendet wurden (zum Beispiel Weltall – Erde – Mensch, 1954, DDR), waren sie wegbereitend, und Burians Interpretationen der prähistorischen Natur inspirieren bis heute unser Bild von diesen Lebewesen, insbesondere von den Dinosauriern und Urelefanten, sowie von den Vor- und Steinzeitmenschen. Burian ist neben Charles R. Knight der wichtigste stilprägende Illustrator für vorgeschichtliches Leben seiner Zeit. Die Motive seiner Werke sind so bekannt und weitverbreitet, dass sie auch heute noch auf vielen Briefmarken oder in verschiedenen Kinderbüchern kopiert werden. Auch in vielen Fachbüchern finden seine Werke nach wie vor rege Verwendung, insbesondere Motive zu Thematiken, bei denen seit Anfang der 1980er Jahre kein so starker optischer Wandel in der Darstellung und Interpretation stattgefunden hat (zum Beispiel Paläozoikum, Säugetiere, Eiszeit, menschliche Vorfahren).
Eine weitere Vorliebe bildeten Bilder mit Motiven amerikanischer Ureinwohner. Viele Motive der frühen Abenteuergeschichten entstammten dem Western-Milieu. Und auch in seinen ethnologischen Arbeiten aus den 60er und 70er Jahren finden sich viele Motive von Indianern. Neben den Bildern für die paläontologischen/anthropologischen Bücher schuf Burian weiterhin fortwährend Illustrationen und Buchumschläge für viele Romane, so zum Beispiel für die komplette tschechische Jules-Verne-Ausgabe, eine spezielle Tarzan-Edition oder die Werke von Karl May.
Ein Großteil der durch ihn illustrierten Bücher und Zeitschriften ist ausschließlich in tschechischer Sprache erschienen und wurde international nie verbreitet. Selbst in den wenigen übersetzten Exemplaren fehlen teilweise Bilder oder Zeichnungen aus den Originalausgaben. Somit ist der Hauptteil der Beiträge von Burian zur Abenteuer- und fantastischen Literatur sowie teilweise auch zur Paläontologie-Anthropologie außerhalb der Tschechischen Republik unbekannt und nur schwer bis gar nicht zugänglich. In der Tschechischen Republik werden heutzutage ältere Romane mit seinen Illustrationen gelegentlich neu aufgelegt; außerdem erfolgten wiederholt Neuauflagen seines heute bekanntesten Buches zu paläontologischen Themen Kniha o pravěku (Tiere der Urzeit) von Zdeněk Vlastímíl Špínar (1916–1995), wobei hier im Gegensatz zur ersten Ausgabe einige Bilder durch Bilder aus seinen späteren Jahren ergänzt bzw. ersetzt wurden. Im Ausland wurde dieses Werk letztmals 1991 in 15. Auflage durch den Werner Dausien Verlag für den deutschsprachigen Raum bzw. 1995 in leicht aktualisierter Form in 5. Auflage durch Thames and Hudson für den englischsprachigen Raum aufgelegt. Neue Bücher, welche das gesamte Spektrum jenseits von Augustas, Spinars und Wolfs Büchern dem ausländischen Publikum präsentieren können (vergleichbar den tschechischen Werken Otisky času von B. Záruba 1997 oder Zdeněk Burian von V. Prokop 2005), sind, mit Ausnahme von Die verlorenen Welten des Zdeněk Burian von J. Schalansky 2013, im deutschsprachigen Raum nicht verfügbar.
Erwähnenswert ist der Film, der 1955 auf der Grundlage von Burians Bildern und Zeichnungen zu Josef Augustas Werken (zum Beispiel Divy prasvěta 1942, Tiere der Urzeit 1956), beziehungsweise mit dessen Hintergrundbildern gedreht wurde: „Reise in die Urzeit“, Originaltitel: „Cesta do pravěku“, unter der Regie von Karel Zeman. Der Film weist für die damalige Zeit beachtliche Trickszenen auf. Wer also Burians Bilder etwas kennt, wird in vielen Szenen Bilder wiedererkennen. Der Film ist heutzutage in zwei, wenn auch sehr spartanischen DVD-Versionen in deutscher Sprache erhältlich.

## Illustrierte Werke (Auswahl)

### Paläontologisch-Paläoanthropologische Themen
- Divy prasvěta, 1942, J. Augusta (13 farbige Bilder, 75 Zeichnungen)
- Weltall Erde Mensch, 1954, G. Buschendorf, H. Wolfgramm & L. Radant (18 Bilder, mehrere als doppelseitige farbige Klappbilder)
- Tiere der Urzeit, 1956, J. Augusta (60 großformatige Bildtafeln über die Entwicklung des Lebens vom Kambrium bis zum Quartär)
- Menschen der Vorzeit, 1960, J. Augusta (42 großformatige Bildtafeln über die Evolution des Menschen)
- Flugsaurier und Urvögel, 1961, J. Augusta (31 farbige Bildtafeln)
- Das Buch von den Mammuten, 1962, J. Augusta (40, teils doppelseitige Bildtafeln)
- Saurier der Urmeere, 1964, J. Augusta (47 teils doppelseitige Bildtafeln)
- Kolosse urzeitlicher Kontinente und Meere, 1966, J. Augusta (23, teils doppelseitige Bildtafeln zu Elefanten, Nashörnern, Walen und flugunfähigen Riesenvögeln)
- Grzimeks Tierleben – Entwicklungsgeschichte der Lebewesen, 1972 (13 doppelseitige farbige Bildtafeln, seither nirgendwo anders wieder abgebildet)
- Tiere der Urzeit, 1972, Z. Spinar (160 farbige Bilder, Zusammenstellung früherer Bilder aus der Zusammenarbeit mit Augusta und neueren aus der Kooperation mit Spinar)
- Menschen der Urzeit, 1975, J. Kleibl (116 Bilder, teils aus der Zusammenarbeit mit Augusta)
- Jak vznikl človek (Sága rodu homo), 1977, V. Mazak (116 originäre Zeichnungen)
- Menschen der Urzeit, 1977, J. Wolf (172 farbige Bilder von Augusta, Kleibl, Mazak, Wolf)
- Tiere der Urzeit, 1979, J. Benes (128 farbige Bilder von Burian und Spinar, teilweise vorher nicht veröffentlicht)
- Der Urmensch und seine Vorfahren, 1980, V. Mazák (67 farbige Bilder)
- Die Welt der ausgestorbenen Tiere, 1982, B. Záruba (80 farbige, teils neue Bilder)
- Paleontologie obratlovcu, 1984, Z. Spinar (132 Bilder, einige farbige Bildtafeln vorher nicht publizierter Bilder)
- Paleontologie, 1986, Z. Spinar (37 ältere Abbildungen in schwarzweiß)
- Cesta do pravěku, 1995, B. Záruba (135 farbige, teils unveröffentlichte Abbildungen)
- Otisky času, 1997, B. Záruba (323 farbige Abbildungen aus den vorherigen Büchern seit 1942)
- Zdenek Burian Sketchbook - Volume One: Prehistoric Life, 2007, W. Stout (108 sw Zeichnungen aus den Erzählbänden von J. Augusta)
- Zdeněk Burian: Viděl světy dávno minulé..., 2011, M. Oliva (50, teils farbige Abbildungen der anthropologischen Burian-Bilder-Sammlung im Anthropos Pavilion in Brün)
- Zdenek Burian Sketchbook - Volume Two: Prehistoric Man, 2012, W. Stout (123 sw Zeichnungen aus den Erzählbänden von J. Augusta)
- Die verlorenen Welten des Zdeněk Burian, 2013, J. Schalansky (Hrsg.) Matthes & Seitz, Berlin 2013, ISBN 978-3-88221-081-1. (251 farbige Bilder und Zeichnungen aus Büchern seit 1942, ohne Säuger und Menschen)
- Pravěký svět Zdeňka Buriana - Od vzniku Země po zánik dinosaurů, 2022, O. Müller & R. Walica (ausnahmslos alle 442 Bilder, Zeichnungen, Skizzen, Cover usw. zu paläozoischen und mesozoischen Themen)

### Buchillustrationen (Titel der deutschen Übersetzungen)
- Die Mammutjäger, 1952 (Erzählung von Eduard Štorch)
- Abenteuer am großen Fluss, 1954 (Erzählung von Eduard Štorch)
- Der Bronzeschatz, 1955, (Erzählung von Eduard Štorch)
- Plutonien, 1956, (Erzählung von Wladimir A. Obrutschew) - nur in der tschechischen Version!
- Verwehtes Leben, 1957 (Erzählungen von Josef Augusta)
- An den Lagerfeuern der Altsteinzeit, 1958 (Erzählungen von Josef Augusta)
- Versteinerte Welt, 1962 (Erzählungen von Josef Augusta)
- Große Entdeckungen, 1962 (Erzählungen von Josef Augusta)

### Über Zdeněk Burian, sein Leben, seine Arbeit
- Zdeněk Burian – Monographie in 5 Teilen + 2 Ergänzungsbände, 1982, P. M. Sadecký
- Zdeněk Burian – a paleontologie, 1990, V. Prokop
- Zdeněk Burian – pravěk a dobrodružství (rodinné vzpomínky), 1991, E. Hochmanová-Burianová
- Ilustrátor Zdenek Burian. Monografie a soupis díla, 1995, V. Prokop
- Pravěk očima Zdeňka Buriana: katalog výstavy obrazů – ZOO Dvůr Králové, 2001, V. Prokop
- Stoleti Zdeňka Buriana, 2004, V. Hulpach
- Zdeněk Burian, 2005, V. Prokop
- Ilustrátoři dobrodružství, 2017, S. 220–253, V. Prokop
- Paläo-Art. Darstellungen der Urgeschichte, 2017, S. 160–193, Z. Lescaze, Taschen, Köln 2017, ISBN 978-3-8365-6584-4
- Saurier – Die Erfindung der Urzeit, 2020, S. 82–95, C. Eckert, Schnell + Steiner, Gotha 2020, ISBN 978-3-7954-3507-3